# Joan Femenia «David»
Joan Femenia «David» (Santa Margalida, Mallorca, segle xvii - 1644). Bandejat de Santa Margalida.
La vila de Santa Margalida va ser, a l'illa de Mallorca, un dels llocs on el bandolerisme va tenir més força. Però la seva actuació va prendre una particular importància a mitjan segle xvii, en el marc de l'enfrontament obert entre el comte de Santa Maria de Formiguera i les autoritats de la vila i els vilatans de Santa Margalida. Joan Femenia "David" va ser el cap d'una de les principals colles de bandolers que va actuar a la contrada. La colla d'en Femenia actuava a Santa Margalida, Muro, Maria, Sineu, sa Pobla i Alcúdia.

## La colla d'en David
Tot i la seva activitat delictiva la colla d'en David va prendre partit per la vila, jugant un paper important en l'oposició a les pretensions del comte. Joan Femenia i un altre margalidà, Joan Ribes, amb en Martí Quetgles "Poll" de Maria, atacaren en Bartomeu Ribes, batle senyorial de les cavalleries de Santa Margalida. L'any 1643, el dia de Santa Margalida, el comte es va voler asseure davant del batle reial dins l'església, El batle i els jurats no comparegueren, però el comte se'n va anar en veure dins l'església els homes de la colla d'en David: Joan Ribes, Pere Molines, Mateu Calafat i Pere Bunyola, armats amb arcabussos. Tant en Joan Femenia "David" com molts dels altres bandejats margalidans varen ser capturats entre 1644 i 1645. En Mateu Calafat va ser penjat, en Pere Roca i en Miquel Fluxà també foren penjats, en Miquel Calafat, degollat, en Joan Ribes penjat i en Sebastià Rosselló va ser executat en una data incerta.

## La mort d'en Joan Femenia "David" i la guerra oberta entre Santa Margalida i el comte
Dia 8 de maig de 1644 en Joan Femenia "David" va ser capturat i executat. El 12 de maig va ser assassinat Cristòfol Morei, batle senyorial del comte, probablement com a venjança per l'execució d'en Femenia. El 29 de maig va ser assassinat Gabriel Estelrich, jurat de Santa Margalida, un dels dirigents de la resistència contra el comte. Es deia que el mataren per parlar bé d'en Joan Femenia i per haver tengut a veure en la mort de Cristòfol Morei. Gabriel Estelrich, que havia anat a Ciutat, va ser assassinat també pels homes del comte. Li pegaren, li tiraren arcabussades i finalment l'apunyalaren
La violència del comte contra els jurats de la Universitat de Santa Margalida es descrita en un document del consell municipal de 1653:
| « | “... un cas tant desastrat fins avui no està molt ponderat per la justÌcia perquè se diu veus altes per tota esta vila i ja s'és escampat per tota esta isla que el conde no deixarà a vida qui li ha fet contrari ab lo plet, que vossa mercè ha d'advertir que lo any 1643 que [el comte] intentà prece[d]ir lo batle de sa Majestat que lo Senyor guard, los qui regien [els oficis municipals] aleshores i feren contrari [al comte] fonc Gabriel Estelrich Reliu, Baltasar Calafat i dit Mateu Font i Roig i ja són tots tres morts d'arcabussades” | » |